# Kirche des Heiligen Nikolaus (Beykoz)
Die Kirche des Heiligen Nikolaus (türkisch: Surp Nigoğayos Kilisesi, armenisch: Սուրբ Նիկողայոս Եկեղեցի) ist eine armenisch-apostolische Kirche im Landkreis Beykoz, İstanbul.
Die Kirche wurde im Jahre 1776 errichtet und 1834 wiederaufgebaut. Nach langer Zeit der Vernachlässigung wurde sie erst 1946 wieder instand gesetzt und für den Gottesdienst geöffnet. Weitere Reparaturen erfuhr der Bau in den Jahren 1962, 1970 und 1982. Die Messe wird lediglich an besonderen Anlässen gefeiert, da die Kirche keine eigene Gemeinde mehr hat.